# Popivka, Velîka Pîsarivka
Popivka (în ucraineană Попівка) este localitatea de reședință a comunei Popivka din raionul Velîka Pîsarivka, regiunea Sumî, Ucraina.

## Demografie
Componența lingvistică a localității Popivka
     Ucraineană (95,01%)
     Rusă (4,62%)
     Alte limbi (0,18%)
Conform recensământului din 2001, majoritatea populației localității Popivka era vorbitoare de ucraineană (95,01%), existând în minoritate și vorbitori de rusă (4,62%).